# الفيدرالي
الفيدرالي أو الاتحادي (Federalist) هو مصطلح يصف عدة معتقدات سياسية حول العالم. وقد يشير أيضًا إلى مفهوم الأحزاب، التي أطلق أعضاؤها أو مؤيدوها على أنفسهم الفيدراليين أو مؤيدي الفيدرالية.

## التاريخ

### أوروبا
في أوروبا، يُسمى أحيانًا مناصرو مفهوم التكامل الأوروبي الأعمق بالفيدراليين. اتحاد الفيدراليين الأوروبيين هو منظمة غير حكومية مهمة ومجموعة مناصرة لهذا المفهوم تقوم بحملات دعم لهذا الاتحاد السياسي. كانت الحركات من أجل دولة أوروبية موحدة سلميًا موجودة منذ عشرينيات القرن الماضي، لا سيما الاتحاد البانوروبيني (The Paneuropean Union)، يُعَّد حزب فولت أوروبا (Volt Europa) المُمثل في البرلمان الأوروبي من المناضلين من أجل نفس القضية.
في البرلمان الأوروبي، تجمع مجموعة سبينيلي أعضاء البرلمان الأوروبي من مجموعات سياسية مختلفة للعمل معًا على أفكار ومشروعات الفيدرالية الأوروبية، أخذوا اسمهم من السياسي الإيطالي وعضو البرلمان الأوروبي ألتيرو سبينيلي، وهو أحد المؤيدين الرئيسيين للفيدرالية الأوروبية، وكان يلتقي زملاءه النواب في نادي التمساح.
من أبرز الفدراليين الأوروبيين رئيس المفوضية الأوروبية السابق جان كلود يونكر، ورئيسة المفوضية الأوروبية الحالية أورسولا فون دير لاين، وزعيم مجموعة تحالف الليبراليين والديمقراطيين من أجل أوروبا جاي فيرهوفستادت، والوزير الاتحادي الألماني للشؤون الاقتصادية والطاقة في ألمانيا بيتر ألتماير، وعضو البرلمان الأوروبي من ألمانيا إلمار بروك، والزعيم السابق للحزب الديمقراطي الاشتراكي الألماني مارتن شولز.

### أمريكا اللاتينية
يُستخدم مصطلح «الفيدرالي» في البلاد الناطقة بالإسبانية من أمريكا اللاتينية للإشارة إلى سياسات القرن التاسع عشر في الأرجنتين وكولومبيا. عارض مؤيدو الفيدرالية كلًا من الوحدويين في الأرجنتين والمركزيين في كولومبيا خلال القرن التاسع عشر. ناضل الفدراليون من أجل الحكم الذاتي والاستقلال الإقليمي الكامل، على عكس الحكومة المركزية التي فضلها الوحدويون والمركزيون، وطالبوا بحماية الرسوم الجمركية لصناعاتهم. في الأرجنتين، طالبوا بإلغاء جمارك بيونس أيرس بوصفها الوسيط الوحيد للتجارة الخارجية. في فنزويلا، واجهت الحرب الفدرالية (1859-1863) زعماء ليبراليين ومحافظين، ما أدى إلى إنشاء الولايات الفيدرالية الحديثة في فنزويلا.

### الأرجنتين
كان خوسيه جيرفاسيو أرتيجاس هو الزعيم الفيدرالي الوحيد في منطقة البلاتين الذي عارض الحكومات المركزية في بيونس أيرس عقب ثورة مايو، وأنشأ بدلًا من ذلك الاتحاد الفيدرالي سنة 1814 بين العديد من المحافظات الأرجنتينية وباندا أورينتال، الأوروغواي حاليًا. سنة 1819، رَفضت الجيوش الاتحادية الدستور المركزي للمحافظات المتحدة لأمريكا الجنوبية وهَزمت قوات القائد الأعلى -الرئيس التنفيذي للمحافظات المتحدة لأمريكا الجنوبية- خوسيه روندو في معركة سيبيدا 1820، ما أدى فعليًا إلى إنهاء الحكومة المركزية وتأمين سيادة المحافظات من طريق سلسلة من المواثيق بين المحافظات، مثل معاهدة بيلار ومعاهدة بينيغاس والمعاهدة الرباعية.
اقتُرح دستور وطني جديد سنة 1826، في أثناء رئاسة الوحدوي برناردينو ريفادافيا، لكن رفضته المحافظات مرةً أخرى، ما أدى إلى حل الحكومة الوطنية في العام التالي.
تولى الفيدرالي مانويل دوريغو حاكم محافظة بيونس أيرس إدارة الشؤون الخارجية للمحافظات المتحدة، لكن عزله الجنرال خوان لافال وأعدمه سنة 1828، وقاد القوات العسكرية غير الراضية عن المفاوضات التي أدت إلى إنهاء الحرب مع البرازيل. في العام التالي، تمكن خوان مانويل دي روساس، وهو زعيم الفدراليين في بيونس أيرس، من هزيمة لافال وعزله. انتخبت الهيئة التشريعية للمحافظة روساس حاكمًا لبيونس أيرس لاحقًا ذلك العام. لمواجهة هذه التطورات، أسس الجنرال خوسيه ماريا باز الاتحاد الوحدوي سنة 1830، اتحدت 9 محافظات أرجنتينية. عارض الميثاق الفيدرالي لعام 1831 بين محافظات بيونس أيرس وسانتافي وإنتري ريوس التحالف العسكري للاتحاد الوحدوي، الذي هُزِمَ في النهاية سنة 1832، وانضم الأعضاء السابقون في الاتحاد الوحدوي إلى الميثاق الفيدرالي في اتحاد كونفدرالي بين المحافظات يُعرَف بالاتحاد الكونفدرالي الأرجنتيني. ورغم نفي الوحدويين إلى البلدان المجاورة، استمرت الحرب الأهلية عقدين.
مارسَ حاكم بيونس أيرس خوان مانويل دي روساس هيمنةً متزايدةً على بقية البلاد خلال فترة حكمه (1835-1852) وقاوم العديد من انتفاضات الوحدويين، لكنه هُزِم أخيرًا سنة 1852 على يد جيش التحالف الذي جمعه الفيدرالي جوستو خوسيه دي أوركيزا حاكم إنتري ريوس، الذي اتهم روساس بعدم الامتثال لبنود الميثاق الفيدرالي للدستور الوطني. سنة 1853، وُضع دستور فيدرالي جديد -هو نفسه الدستور الحالي للأرجنتين مع تعديلات- وانتُخب أوركويزا رئيسًا للاتحاد الكونفدرالي الأرجنتيني. لكن في أعقاب معركة كاسيروس 1852 انفصلت محافظة بيونس أيرس عن الاتحاد الكونفدرالي. سنة 1859، بعد معركة سيبيدا، عادت ولاية بيونس أيرس للانضمام إلى الاتحاد الكونفدرالي، مع منحها حق إجراء بعض التعديلات على الدستور. أخيرًا، بعد معركة بافون 1861، استحوذت بيونس أيرس على الاتحاد الكونفدرالي.
قاتلت الحكومات الفيدرالية التالية المقاومة الفدرالية والاستقلالية الأضعف في الريف حتى سبعينيات القرن التاسع عشر. قُمعت آخر ثورة داعية للحكم الذاتي في بيونس أيرس سنة 1880، ما أدى إلى فدرالية مدينة بيونس أيرس واستقرار الدولة والحكومة الأرجنتينية برئاسة حزب الاستقلال الوطني.

### أمريكا الشمالية

#### كيبك
يعني مفهوم الفيدرالية في كيبك، فيما يتعلق بالمسألة الوطنية، الدعوة إلى أن تبقى كيبك ضمن كندا، مع الحفاظ على الوضع الراهن أو السعي لمزيد من الحكم الذاتي والاعتراف الدستوري بأمة كيبك، مع الحقوق والسلطات الممنوحة لكيبك داخل الاتحاد الكندي. تعارض هذه الأيديولوجية حركة سيادة كيبك، والمؤيدين لاستقلال كيبك، الذين يسعى معظمهم غالبًا إلى اتحاد اقتصادي مع كندا على غرار الاتحاد الأوروبي.

#### الولايات المتحدة
في الولايات المتحدة، ينطبق مصطلح «الفيدرالي» عادةً على عضو في إحدى المجموعتين التاليتين:
- رجال الدولة والشخصيات العامة المؤيدة للدستور المقترح للولايات المتحدة بين 1787 و1789، إذ كان من أبرز المدافعين عن الدستور كل من جيمس ماديسون وألكسندر هاملتون وجون جاي الذين نشروا الأوراق الفيدرالية (The Federalist Papers)، التي حددت مبادئ الحركة الفيدرالية المبكرة لتعزيز وتبني الدستور المقترح.
- رجال الدولة والشخصيات العامة الذين دعموا إدارة كل من الرئيس جورج واشنطن (1789-1797) والرئيس جون آدامز (1797-1801). خاصة في السنوات الأخيرة حين أُطلق عليهم اسم الحزب الفيدرالي، الذي أسسه ألكسندر هاملتون. خلال تسعينيات القرن الثامن عشر وأوائل القرن التاسع عشر، أسّس توماس جيفرسون وجيمس ماديسون الحزب الديمقراطي الجمهوري، وعارضوا الفدراليين بشأن كيفية تطبيق الدستور الجديد.

وُجدت أيضًا الجمعية الفيدرالية لدراسات القانون والسياسة العامة، وهي منظمة للمحامين من المحافظين والليبراليين وغيرهم من المتخصصين في مناقشة هذه المبادئ.

## الفيدرالية العالمية
الحركة الفيدرالية العالمية هي حركة المواطنين العالميين الذين يدعون إلى تعزيز مؤسسات العالم الديمقراطي وإخضاعها للمبادئ الفيدرالي المتمثلة في التكافل والتضامن والديمقراطية. وتنص على أن «يدعم الفدراليون العالميون إنشاء كيانات ديمقراطية عالمية مسؤولة أمام مواطني العالم، ويدعون أيضًا إلى تقسيم السلطة الدولية بين وكالات منفصلة».